# Darisodes oritropha
Darisodes oritropha là một loài bướm đêm trong họ Geometridae.